# 那覇市立上山中学校
那覇市立上山中学校（なはしりつ うえのやまちゅうがっこう）は、沖縄県那覇市にある公立中学校。

## 概要
那覇市の都心部に位置している。 南東寄りに那覇市立天妃小学校が隣接している。
沖縄戦の前は上之山国民学校の敷地であり、1949年（昭和24年）7月25日には米国軍政府庁舎（のちに米国民政府）となり、1953年（昭和28年）4月28日に泉崎一丁目2番2号（現在の県庁舎）に琉球政府行政府ビルが完成して移転するまで使用された。

## 著名な卒業生
- 國場幸之助 - 政治家。自由民主党所属の衆議院議員（2期）。元沖縄県議会議員（2期）。
- 仲井眞弘多 - 政治家。第6代沖縄県知事。
- 七戸龍 - 柔道家。2014年世界柔道選手権大会100kg超級銀メダリスト。
- 肥後克広 - 日本のお笑いタレント、ダチョウ倶楽部のリーダー。
- 仲村覚 - 一般社団法人日本沖縄政策研究フォーラム理事長